# Niederländische Ostindien-Kompanie

Siegel der Compagnie

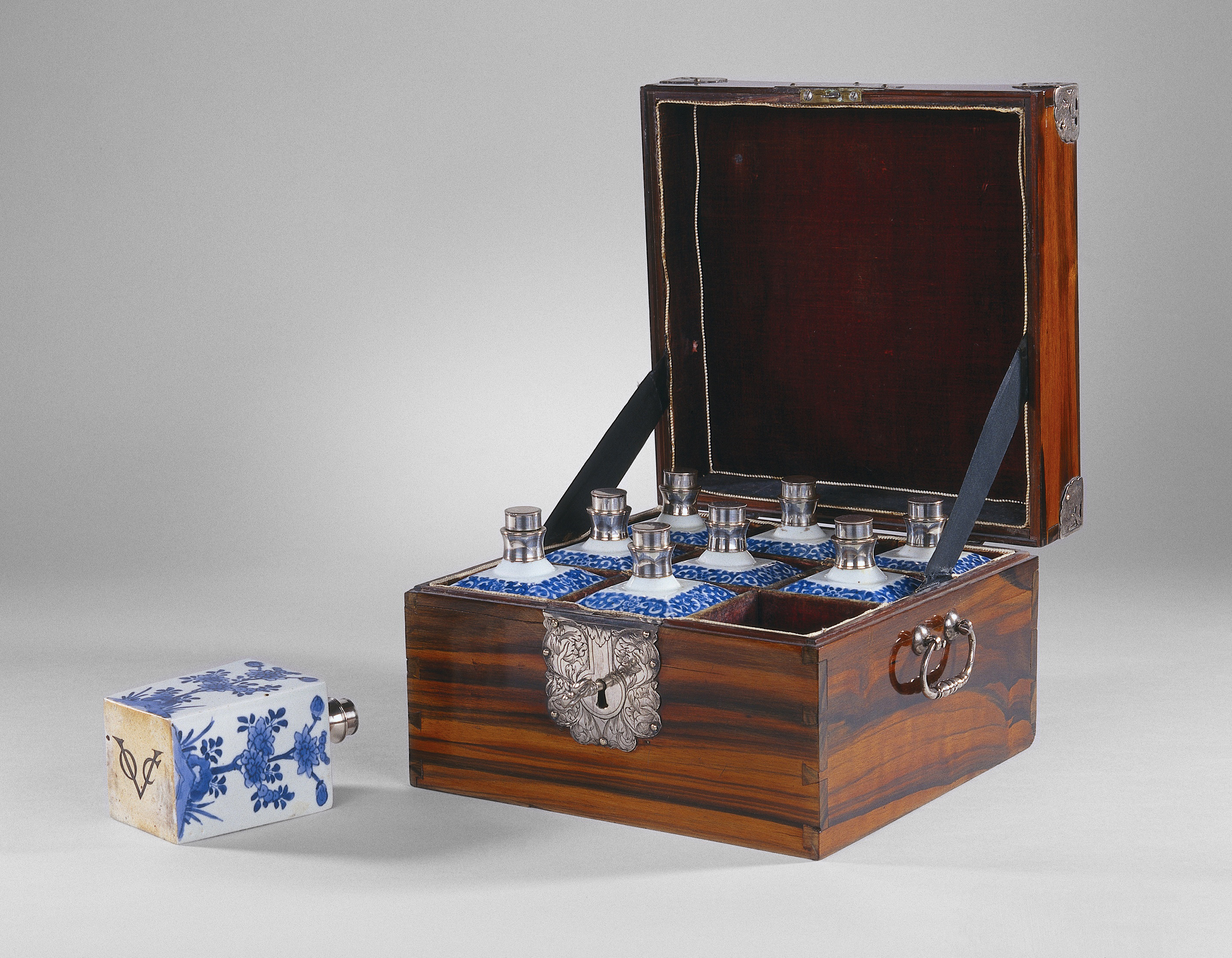
VOC-Signum auf dem Boden von Porzellanflakons

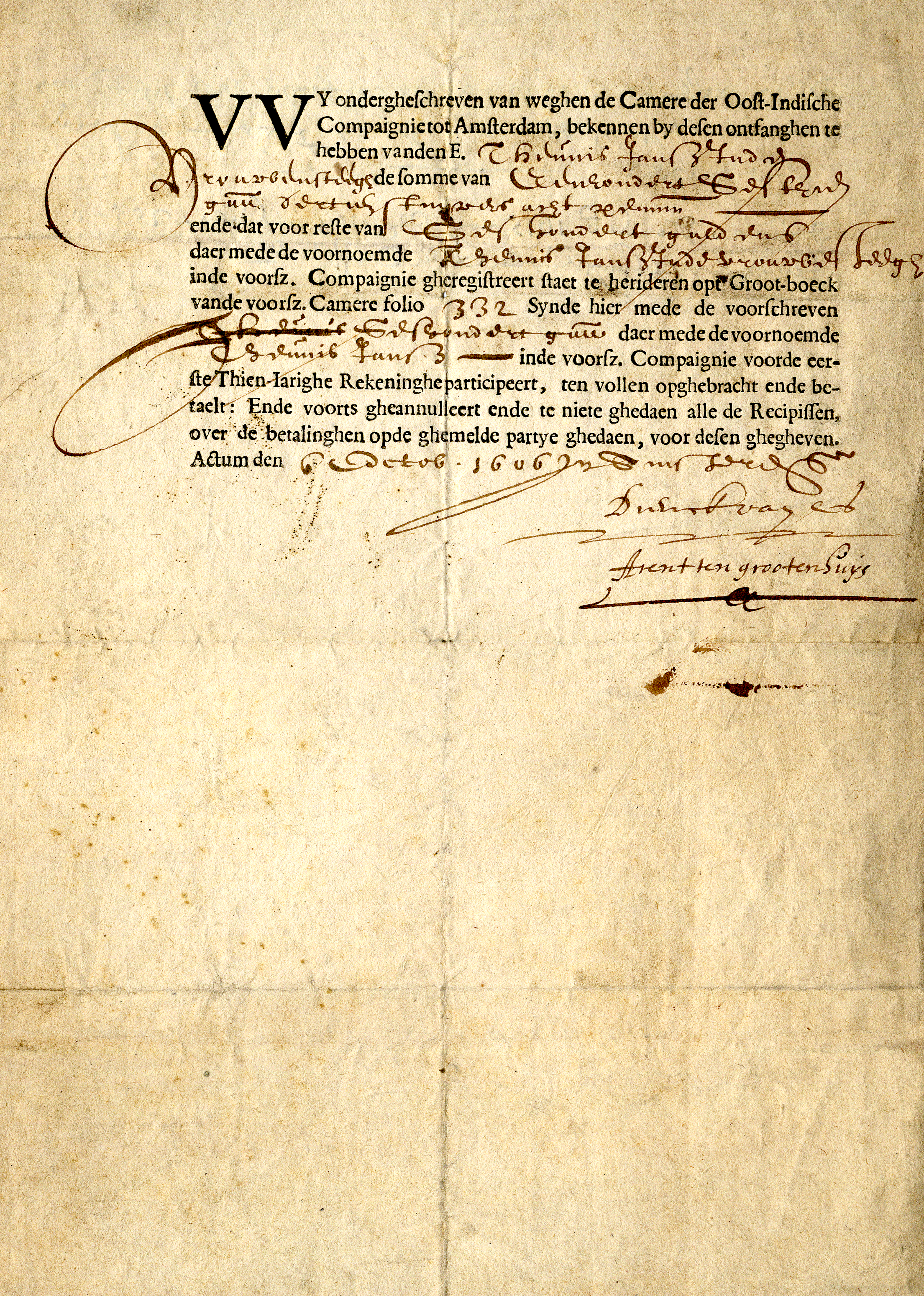
Aktie von 1606

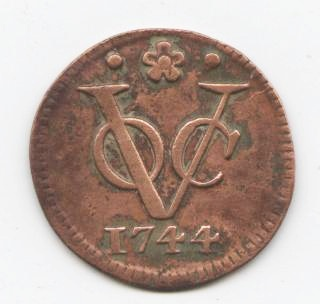
Kleinmünze der Niederländischen Ostindien-Kompanie von 1744

Die Niederländische Ostindien-Kompanie (niederländisch Vereenigde Oostindische Compagnie; Vereenigde Geoctroyeerde Oostindische Compagnie, abgekürzt VOC oder kurz Compagnie) war eine Ostindien-Kompanie, zu der sich am 20. März 1602 niederländische Kaufmannskompanien zusammenschlossen, um die Konkurrenz untereinander auszuschalten. Die VOC erhielt vom niederländischen Staat Handelsmonopole sowie Hoheitsrechte in Landerwerb, Kriegsführung und Festungsbau. Sie war eines der größten Handelsunternehmen des 17. und 18. Jahrhunderts.
Die VOC hatte ihren Hauptsitz in Amsterdam und Middelburg. Das Hauptquartier der Handelsschifffahrt befand sich in Batavia, der heutigen indonesischen Hauptstadt Jakarta auf Java. Weitere Niederlassungen wurden auf anderen Inseln des heutigen Indonesiens gegründet. Ein Handelsposten lag auch auf Deshima, einer künstlichen Insel vor der Küste der japanischen Stadt Nagasaki, und weitere in Persien, Bengalen, heute Teil von Bangladesch und Indien, Ceylon, Formosa, Kapstadt und Südindien.
Die wirtschaftliche Stärke der VOC beruhte vor allem auf der Kontrolle der Gewürzroute von Hinterindien nach Europa, womit sie einen Teil des lukrativen Indienhandels beherrschte. Das in sechs Kammern (Kamers) strukturierte Unternehmen war das erste, das Aktien ausgab. Nach dem Vierten Englisch-Niederländischen Krieg von 1780 bis 1784 kam die Kompanie in finanzielle Schwierigkeiten und wurde 1798 liquidiert.
Während zweier Jahrhunderte des in vielen Bereichen monopolisierten Handels hatte die VOC circa 4700 Schiffe unter Segel, auf denen insgesamt zirka eine Million Menschen befördert wurden. Dabei entfällt auf das erste Jahrhundert zirka ein Drittel, auf das zweite zwei Drittel von beiden Zahlen. Der Handelswert der nach Europa transportierten Waren betrug im ersten Jahrhundert bis 1700 bereits 577 Millionen Gulden und im zweiten bis 1795 1,6 Milliarden Gulden. Die Konkurrentin der VOC, die 1600 in London gegründete Englische Ostindien-Kompanie (EIC), später Britische Ostindien-Kompanie (BEIC), konnte sich nicht gegen die VOC durchsetzen. Lediglich gegen Ende des 17. Jahrhunderts gab es eine kurze Phase, während derer die EIC/BEIC zu einer ernstzunehmenden Konkurrentin erstarkt war.

## Die Vorkompanien

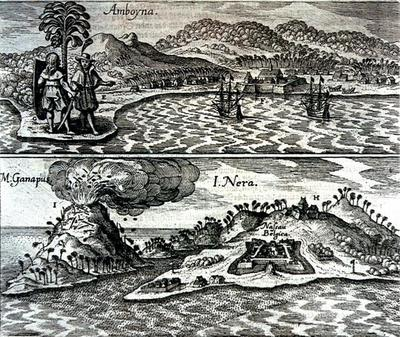
Oben: Amboyna, unten: Banda-Inseln. 1655

Anfang des 16. Jahrhunderts erreichten portugiesische Schiffe als erste über die Route um das Kap der Guten Hoffnung die Insel Indonesien. Das Wissen um diesen Seeweg nach Asien blieb einige Jahrzehnte portugiesischen Seefahrern vorbehalten. In den letzten Jahrzehnten des 16. Jahrhunderts wurde jedoch die niederländische Kartographie führend in Europa. Den wesentlichen Beitrag dazu lieferten Niederländer wie Jan Huygen van Linschoten, die als See- oder Kaufleute in portugiesischem Dienst gestanden hatten. Van Linschotens Itinerario wurde zwar erst 1596 gedruckt, seine Beobachtungen und Hinweise beeinflussten aber bereits kurz nach seiner Rückkehr aus Südostasien im Jahre 1592 kaufmännische Entscheidungen. Basierend auf seinen Anregungen brach 1595 eine erste offizielle niederländische Flotte unter Führung von Cornelis de Houtman nach Asien auf. Für diese Handelsreise war in Amsterdam eigens die Compagnie van Verre gegründet worden, die von Statthalter Moritz von Oranien einen Freibrief erhalten hatte. Die vier Schiffe der Flotte repräsentierten eine Investition von 290.000 Gulden, von denen allein 100.000 Gulden zum Ankauf von Gewürzen in Ostindien verwendet werden sollten. Sie erreichten Banten auf Java mit dem Hafen Bantam und richteten dort das erste Massaker an, als der Gewürzhandel nicht zu ihrer Zufriedenheit ausfiel. Die Flotte mit Houtmann unter Mordvorwurf in Ketten, die 1597 wieder ihren Heimathafen erreichte, hatte zwar das ursprüngliche Ziel, die Molukken, nicht erreicht, war aber wirtschaftlich noch so erfolgreich, dass 1598 fünf Expeditionen verschiedener Ostindischer Kompanien von unterschiedlichen niederländischen Hafenstädten ausliefen und in den nächsten drei Jahren neun weitere folgten, die große Erträge brachten. Ziel der meisten Expeditionen war Banten, 1599 erreichten eine Expedition auch die weiter östlich liegenden Molukken und Teile einer Flotte sogar die Banda-Inseln und Sulawesi. Die Kompanien, die diese Expeditionen finanzierten, wurden ausschließlich für die Einzelreisen gegründet und nach Beendigung der Reise wurde der gesamte Gewinn realisiert. Eine Gründung von Handelsstationen oder ein kontinuierlicher Aufbau von Handelsbeziehungen fand durch diese sogenannten Vorkompanien (niederländisch voorcompagnieën) nicht statt.
Sehr früh gab es Stimmen, die sich gegen die Zersplitterung der niederländischen Kaufleute in miteinander konkurrierende Unternehmungen aussprachen. Für einen Zusammenschluss setzte sich insbesondere der Landadvocaat von Holland, Johan van Oldenbarnevelt, ein. Gegen den Zusammenschluss wehrten sich maßgeblich Kaufleute der Provinz Zeeland, die die Übermacht der Amsterdamer Kaufleute fürchteten. Vereinigungen einzelner Kompanien gab es bereits ab 1598, und bereits 1600 gründete man in Amsterdam die Eerste Vereinigde Compagnie op Oost-Indie, die mit einem Handelsmonopol ausgestattet war, das sich aber noch auf städtischer Ebene bewegte. Dieses Monopol nahm die späteren VOC-Privilegien weitgehend vorweg. 1601 thematisierten die Staaten von Holland die Situation vor den Generalstaaten, die sich ebenfalls für einen Zusammenschluss aussprachen. Die Seeländischen Compagnien schlossen sich nach Intervention von Moritz von Oranien diesem Unternehmen an, sodass am 20. März 1602 die föderal strukturierte VOC begründet werden konnte. Die Generalstaaten sicherten mit der Generale Vereenichde Geoctroyeerde Compagnie der VOC ein erst einmal auf 21 Jahre beschränktes Handelsmonopol (octrooi) für den Warenverkehr zwischen den Niederlanden einerseits und dem Gebiet östlich des Kaps der Guten Hoffnung und westlich der Magellan-Straße andererseits, dem sogenannten octrooigebied, der Handelszone, zu. Die VOC besaß damit das Privileg, als einzige Privat- oder Rechtsperson des Landes mit Ostindien Handel treiben zu dürfen. Für dieses Privileg zahlte die VOC 1602 25.000 Gulden. 1647 musste die Kompanie für dieses Recht bereits 1,5 Millionen Gulden zahlen und 1696 und 1700 jeweils 3 Millionen Gulden. Anders als das britische Konkurrenzunternehmen, die East India Company, besaß die VOC dezidierte Souveränitätsrechte. Dazu gehörte das Recht, Gouverneure zu ernennen, Armeen und Flotten aufzustellen, Festungen zu errichten und völkerrechtlich bindende Verträge abzuschließen. In Asien konnte die VOC daher wie ein souveräner Staat agieren, auch wenn sie formal im Namen der Vereinigten Niederlande agierte. Historiker weisen darauf hin, dass im Zeitalter der frühneuzeitlichen Expansion, während der England, Frankreich, die Niederlande, Portugal und Spanien in starker Konkurrenz zueinander standen, die Ausstattung einer kapitalkräftigen Kompanie mit solch weitgehenden Privilegien letztlich eine Teilprivatisierung der Militärausgaben eines Landes darstellte.

## Organisatorische Merkmale

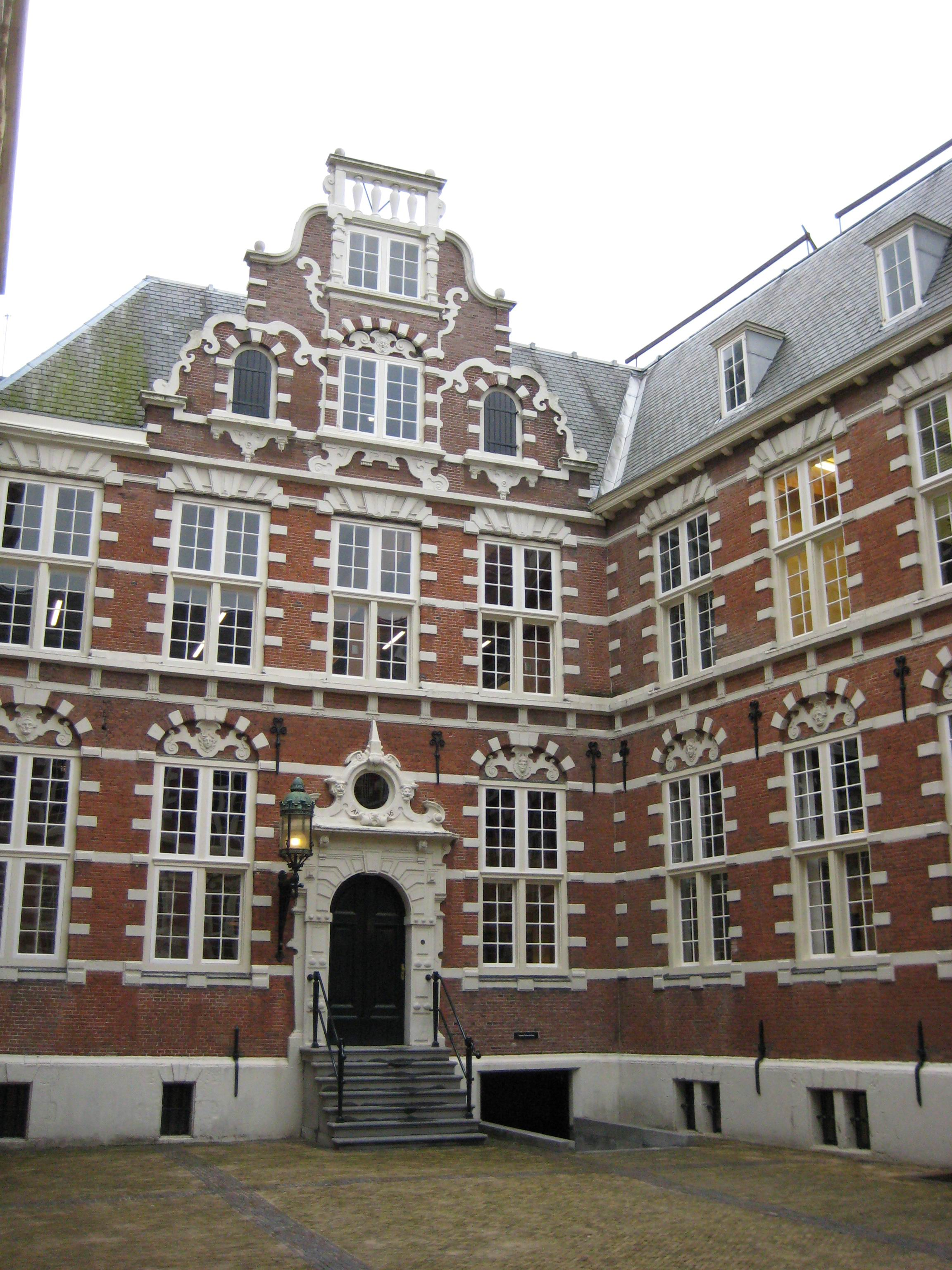
VOC-Hauptgebäude in Amsterdam

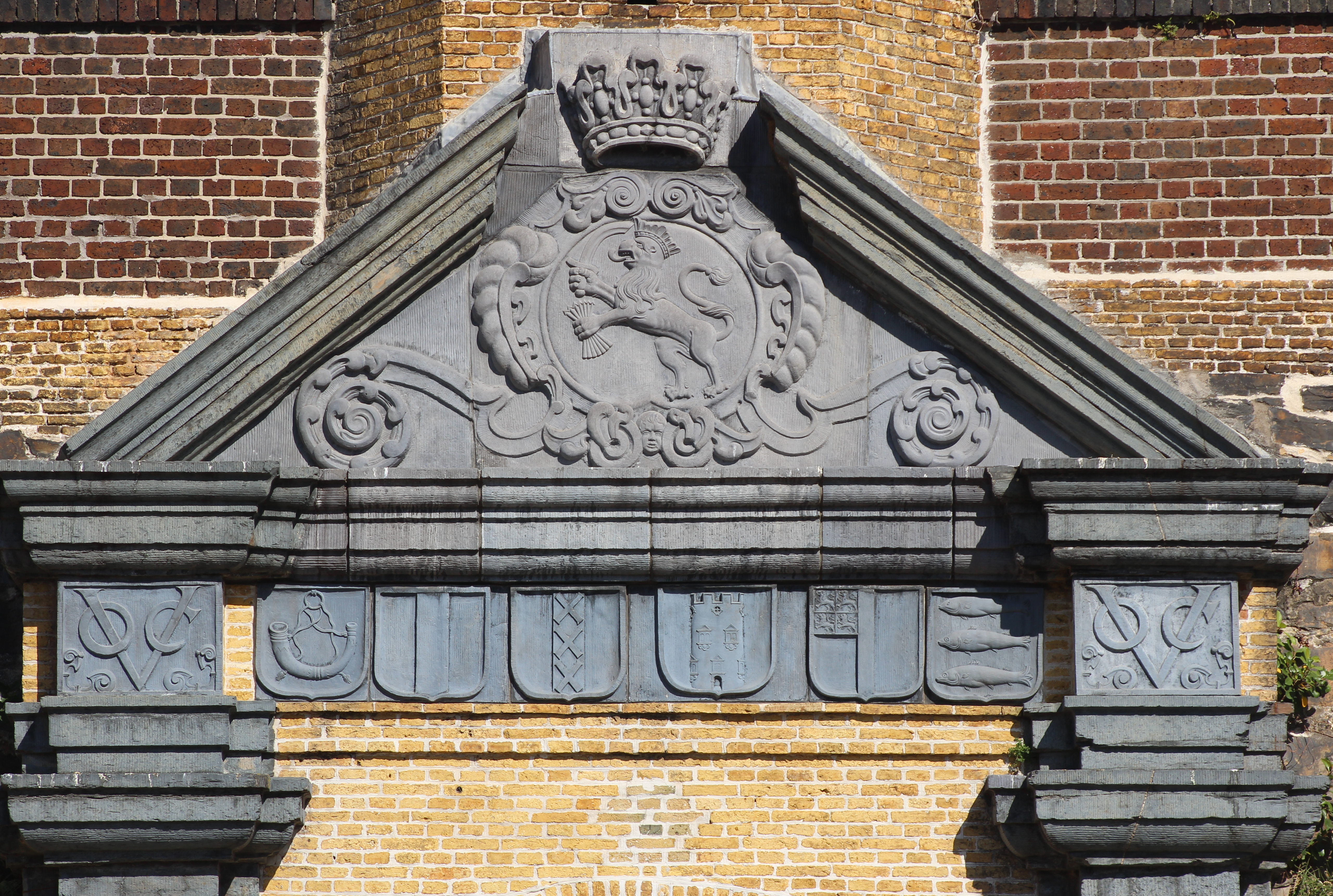
Wappenschilde der Staten-Generaal van de Nederlanden und Städte Hoorn, Delft, Amsterdam, Middelburg, Rotterdam und Enkhuizen über dem Eingang zum Castle of Good Hope.

Bei jeder der ursprünglichen sechs Kompanien, die in der VOC zusammengeführt wurden, wurde eine als Kammer bezeichnete regionale Verwaltung eingerichtet. Die Direktoren der in der VOC zusammengeführten Gesellschaften wurden die Vorstände der VOC. Da hiervon jedoch acht Sitze auf Amsterdamer voorcompagnieën entfielen und die acht anderen auf alle weiteren Gesellschaften, befürchteten die Seeländer weiterhin die Vorherrschaft Amsterdams. Die Seeländer Forderung, jeder regionalen Kammer die gleichen Stimmrechte einzuräumen aber scheiterte nun am Widerstand Amsterdams, sodass schließlich ein Kompromiss darin gefunden wurde, einen siebzehnten Sitz einzurichten, der im Wechsel von einem Nicht-Amsterdamer besetzt werden sollte. Von den 17 Delegierten, auf Niederländisch Heeren XVII, englisch: the Lords Seventeen, die zugleich bewindhebbers – aktive Geschäftspartner waren, kamen
- acht aus Amsterdam
- vier aus Seeland/Middelburg
- einer aus Delft
- einer aus Enkhuizen
- einer aus Hoorn
- einer aus Rotterdam und
- einer wechselweise aus Seeland, Delft, Rotterdam, Hoorn oder Enkhuizen.

Das so zusammengesetzte Direktorium, die Heeren XVII, sollte in Amsterdam tagen, doch auch dafür musste ein Kompromiss mit den Seeländern gefunden werden. Man einigte sich auf einen Achtjahres-Zyklus. Davon war sechs Jahre der Sitz des Vorstandes in Amsterdam unter der Präsidentschaft eines Amsterdamers und dann zwei Jahre in Middelburg unter Leitung eines Seeländers. Der Hauptsitz der VOC befand sich im später so genannten Oost-Indisch-Huis am Kloveniersburgwal in Amsterdam, ein weiterer in Middelburg. Die sechs Gründungsgesellschaften wurden als regionale Kammern weitergeführt. Der Vorstand der VOC entsprach damit einer föderalen Struktur, die der ähnelte, die sich auch politisch zwischen Holland, Seeland und den Städten entwickelt hatte. Eine vor den Versammlungen von der präsidierenden Kammer versandte Tagesordnung erlaubte es allen Kammern, ihre Abgeordneten genau zu instruieren. Für unvorhergesehene Verhandlungspunkte wurde gegebenenfalls die Versammlung zu Konsultationen der Abgeordneten mit den Heimatkammern unterbrochen.

## Die Frühzeit der VOC

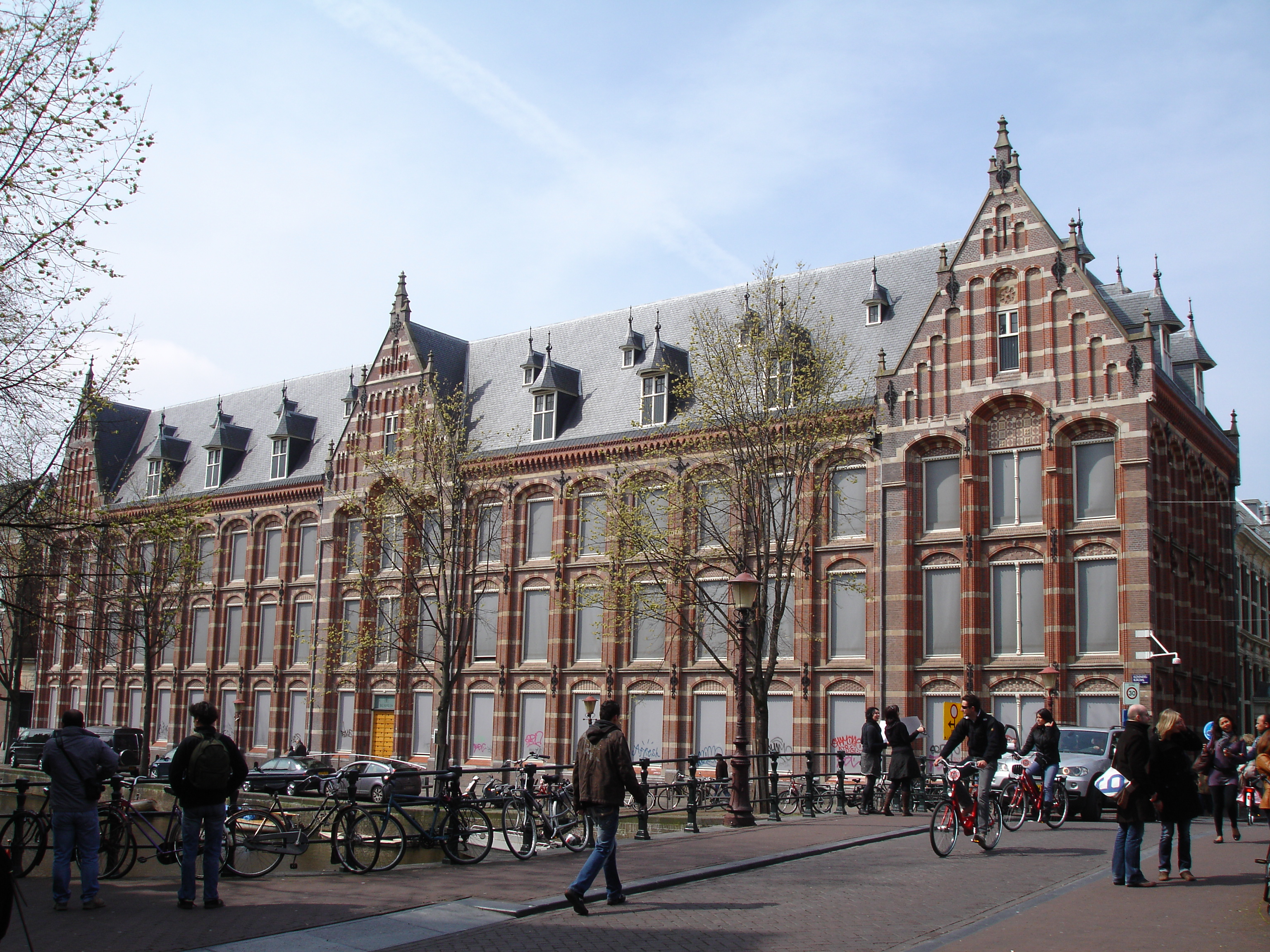
Außenansicht des VOC-Sitzes in Amsterdam

Das niederländische Parlament sicherte der VOC mit einer Charta formell das Handelsmonopol für alle Gebiete östlich des Kaps der Guten Hoffnung und westlich der Magellanstraße zu. Die Charta begründete einige der souveränen Rechte der Kompanie und gestattete ihr auch die Kriegsführung. Admiral Steven van der Haghen, unter dessen Führung am 18. Dezember 1603 die erste Flotte der VOC in See stach, hatte ausdrückliche Anweisungen, auf seiner Fahrt militärisch gegen die Portugiesen in Indien und an den ostafrikanischen Küsten vorzugehen. Angesichts einer Übermacht von zwölf bewaffneten Schiffen gaben die Portugiesen 1605 kampflos ihr Fort Victoria auf Ambon, der wichtigsten Insel der Molukken, auf. Wichtigster asiatischer Hafen in der Frühphase der VOC blieb jedoch zunächst die javanische Hafenstadt Banten, die in der Nähe der Sunda-Straße lag. Es war eine geplante Stadt, die sich um das kaufmännische Zentrum, bestehend aus Markt und Hafen, entwickelte und in der Händler unterschiedlicher Ethnien lebten. Besonders stark vertreten waren in Banten chinesische Händler, daneben arbeiteten dort auch türkische, persische, arabische Händler und Angehörige verschiedener indischer Ethnien. Gehandelt wurde vornehmlich mit chinesischen Luxuswaren, Pfeffer und verschiedenen Gewürzen, die auf den Molukken angebaut wurden. Die Vorkompanien waren dort zunächst nur als eine Gruppe unter einer Reihe verschiedener Händler aufgetreten. Die dauerhafte Präsenz der VOC und der EIC führte in Banten zu einer Veränderung der Kräfteverhältnisse zwischen den einzelnen Händlergruppen und sowohl die britische als auch die niederländische Ostindien-Kompanien bemühten sich beim Sultan von Banten um die Genehmigung verschiedener Privilegien. Die Privilegien wurden jedoch verwehrt, da es mehr im Interesse des Sultans lag, die Konkurrenzsituation im Hafen aufrechtzuerhalten und damit die Bedeutung von Banten als Handelsplatz langfristig zu sichern. Verhandlungen zwischen der VOC und der EIC über einen Zusammenschluss beider Gesellschaften scheiterten 1615 in Den Haag.
Der Erfolg der VOC auf Banten wurde durch eine wesentliche nautische Entdeckung unterstützt. Der VOC-Kapitän Hendrik Brouwer lenkte seine Schiffe im Jahr 1611 nach dem Zwischenhalt am Kap der Guten Hoffnung nicht mit den sommerlichen Monsunwinden in nordöstliche Richtung, sondern segelte 4000 nautische Meilen auf etwa 40° südlicher Breite nach Osten und bog dann ungefähr am 110. östlichen Längengrad für weitere 2000 Seemeilen nach Norden ab. Während die übliche Monsunroute nach Java fast ein Jahr Segelzeit beanspruchte, kam Henrik Brouwer in Batavia nach fünf Monaten und vierundzwanzig Tagen an. Dirk Hartog kam 1616 mit dem Schiff Eendracht in einem Sturm vom Kurs ab und gelangte, von den Westwinden getrieben, auf einem ähnlichen Kurs im Dezember 1616 auf Ambon an. Jedoch strandeten auf dieser Route nachfolgende Schiffe gelegentlich an den vorgelagerten Riffen des noch nicht bekannten Kontinents Australien wie beispielsweise 1629 beim spektakulären Verlust der Batavia.

### Die ersten Aktien
Die Privilegien, die der niederländische Staat der VOC gewährt hatte, waren zeitlich limitiert, jedoch weit weniger begrenzt, als eine einzelne Handelsexpedition es gewesen wäre. Die Nutzung der Privilegien erforderte in der Praxis einen beträchtlichen finanziellen Aufwand, den die einzelnen Kammern nicht in der Lage bzw. gewillt waren zu tragen. Das Ende der auf Einzelfahrten ausgerichteten Vorkompanien hin zu einer kontinuierlich arbeitenden Ostindien-Kompanie benötigte die Schaffung eines festen Kapitalstocks.
Die Direktoren der VOC beschlossen die historisch erstmalige Finanzierung der Kompanie durch die Herausgabe von Aktien. Während vorherige Finanzierungen eher mittelfristigen Schuldverschreibungen entsprachen, sich also auf Schiffsladungen bezogen, blieben die Aktionäre (participanten) der VOC zehn Jahre an ihre Anlage gebunden. Nach der verzinsten Rückzahlung 1612 wurde den Aktionären dann die Möglichkeit geboten, für weitere zehn Jahre zu zeichnen. Hinzu kam eine Dividendenzahlung. Darüber hinaus aber hatten die Aktionäre keine Mitspracherechte in der VOC. Dies änderte sich auch 1622/23 kaum, als die Rechte der Kompanie um weitere zwanzig Jahre verlängert wurden. 1602 legten Investoren 6,5 Millionen Gulden in der VOC an, heutiger Gegenwert etwa 100 Millionen US-Dollar. Die VOC verfügte so über eine größere und stabilere Kapitaldecke als die EIC. Die Niederländer verfügten außerdem über bessere nautische und geografische Kenntnisse. Auch wenn die VOC nach der EIC gegründet worden war, bestanden durch die Vorkompanien außerdem weitreichende Handelskontakte im asiatischen Raum. Hierdurch war es möglich, umfangreiche militärische Operationen im asiatischen Raum zu finanzieren, die das Monopol im molukkischen Gewürzhandel sicherte. 1622 kam nach der Eroberung der Banda-Inseln das Monopol für Muskatnuss und Muskatblüten hinzu, später dann das für Nelken. Nach der Vertreibung der Portugiesen von Ceylon wurde schließlich auch Zimt gehandelt. Nach Einschätzung des Historikers Jürgen Nagel wäre die Britische Ostindien-Kompanie vermutlich bereits in den 1680er Jahren untergegangen, hätten sich die Ostindien-Kompanien ausschließlich auf den Gewürzhandel mit dem Malaiischen Archipel konzentriert. So aber konzentrierte sich die EIC vor allem auf den Indienhandel.

### Die Gründung Batavias

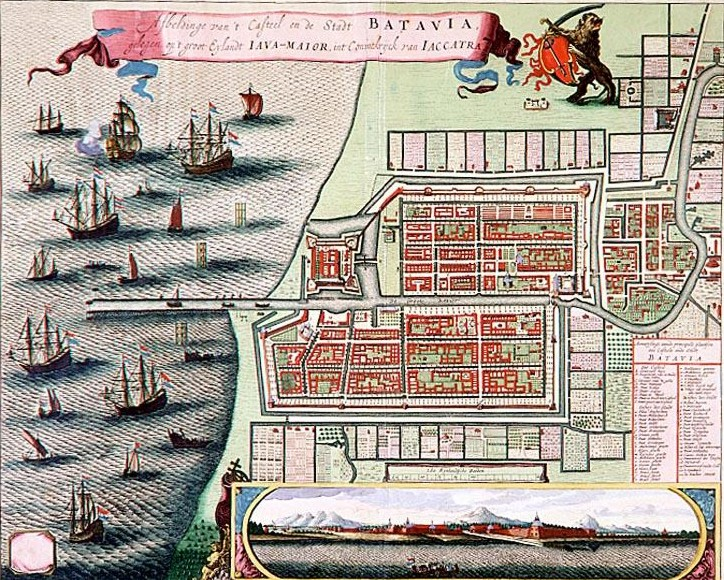
Batavia um 1740

Die Amsterdamer Direktoren hatten sich frühzeitig dafür entschieden, in Südostasien einen zentralen Handelsplatz einzurichten. Strategisches Ziel der Kompanie war es, den Gewürzexport aus den Molukken zu kontrollieren. Banten war dafür wegen der Präsenz des Sultan von Banten ungeeignet. Einen geeigneteren Standort fand die Kompanie in der Stadt Jayakarta an der Mündung des Ciliwung-Flusses. Die Stadt gehörte zwar zum Einflussbereich des Sultans von Banten, der lokale Herrscher war jedoch schwach und nur einige tausend Sundanesen besiedelten die Stadt. 1613 errichteten die VOC vor der Stadt den ersten Handelsplatz, der in den folgenden Jahren zu einem Fort ausgebaut wurde. Es kam in den Folgejahren zu einigen Scharmützeln mit dem EIC, dem Sultan von Banten und dem lokalen Herrscher von Jayakarta. Niederländische Truppen unter Führung von Jan Pieterszoon Coen beendeten 1619 die Belagerung der niederländischen Faktorei und zerstörten dabei Jayakarta. Auf ihren Ruinen gründete Coen die niederländische Stadt Batavia, die Sitz des Generalgouverneurs, des obersten Befehlshabers der VOC in Asien sowie der sogenannten Hohen Regierung (Raad van Indië) wurde. Letzterem gehörten die ranghöchsten Vertreter des kaufmännischen Personals, des Militärs und der Rechtsprechung in Asien an.
1621 richtete der niederländische Gouverneur von Batavia, Coen einen Völkermord an der Bevölkerung der Banda-Inseln an. Etwa 15.000 Menschen, fast alle Einwohner und alle Anführer wurden getötet. Ziel war es, auf der Insel ein Monopol für Muskat zu schaffen. Zuvor hatte sich die einheimische Bevölkerung geweigert und gewehrt, dem Monopol zuzustimmen. Nach dem Pogrom wurde die Insel in Parzellen aufgeteilt und diese Parzellen Niederländern als Eigentum überlassen. Die neuen Besitzer bevölkerten die Insel nun mit Sklaven, um mit diesen eine Plantagenwirtschaft für Gewürze aufzubauen. Die Gewürze wurden als Gegenleistung für das kostenlos überlassene Land mit einem Festpreis an die VOC verkauft.
In den folgenden Jahrzehnten entstanden Gouvernements in Ambon, Banda, Makassar, Malakka, in Ternate für die Molukken, Semarang für die Nordküste Javas, Negapatam für die indische Koromandel-Küste, Colombo für Ceylon sowie in der letzten Phase der VOC in der Kapkolonie im Südlichen Afrika. Die Verwaltungszentren der Gouverneure glichen dem in Batavia, da sie gleichfalls über eine Regierung, Räte und eine eigene Garnison verfügten. Direktoren standen hierarchisch unter den Gouverneuren, konzentrierten sich auf das kaufmännische Kerngeschäft und verfügten über eine verglichen mit den Gouverneurssitzen deutlich reduzierte Ausstattung und Infrastruktur. Direktoren leiteten beispielsweise die Geschäfte auf der Arabischen Halbinsel, im Persischen Golf, einigen zentralen indischen Niederlassungen und in Japan. Die den Gouverneuren und Direktoren zugeordneten Residenzen wiesen sehr unterschiedliche Größen auf. Einige verfügten über einen kaufmännischen Stab und eine militärische Besatzung. Andere bestanden nur aus einem einzelnen Gesandten der VOC am Hofe eines lokalen Herrschers.

## Aufstieg und Blütezeit der VOC

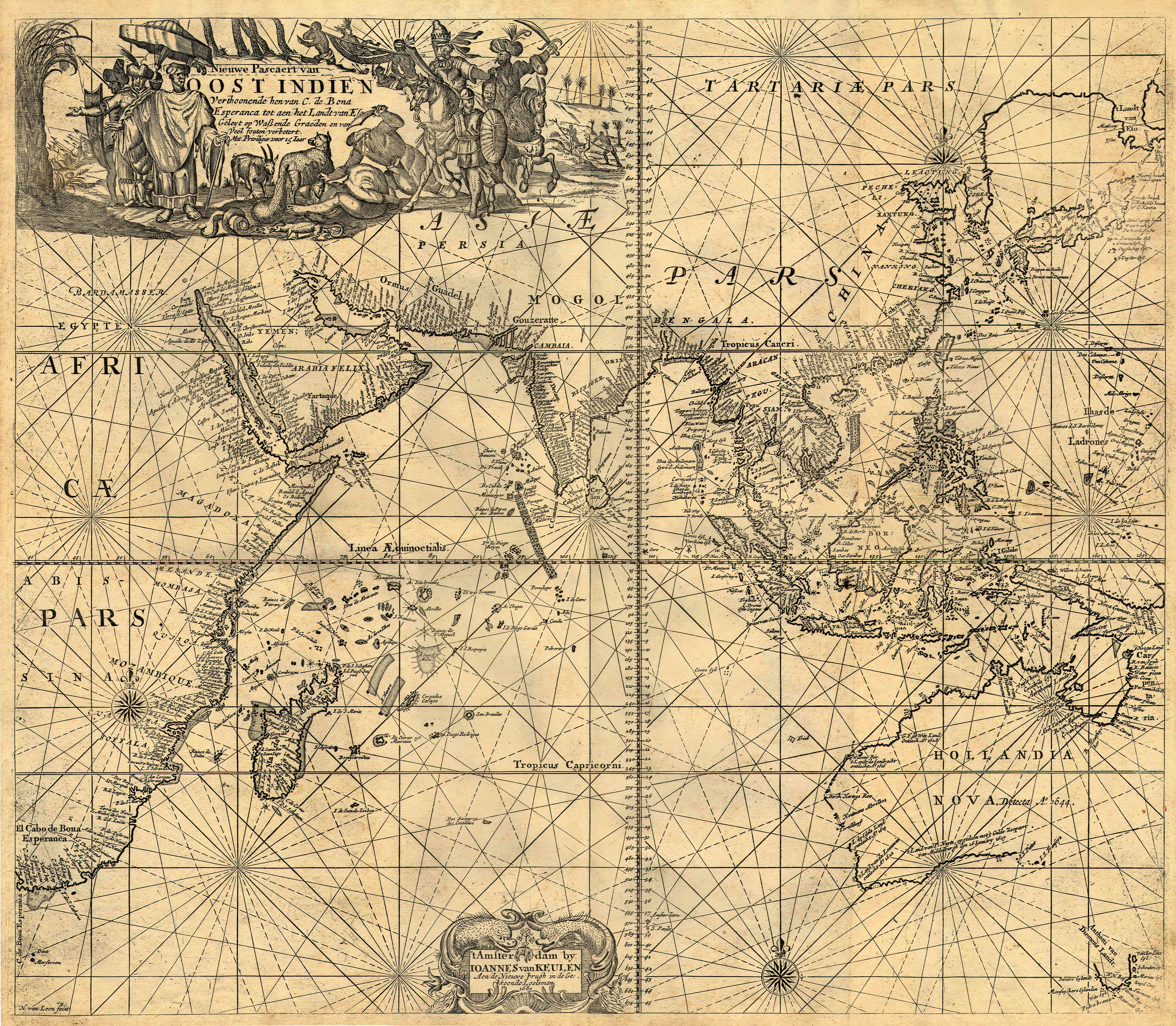
Besitzungen der VOC

1641 eroberte die VOC das portugiesische Malakka. 1652 folgte der Bau einer VOC-Schiffsstation am Kap der Guten Hoffnung, 1659 die Eroberung von Palembang auf Südsumatra. 1661 nötigte die VOC Makassar auf Südsulawesi zur Vertreibung von aus Malakka stammenden Portugiesen, die in dieser Stadt Zuflucht gesucht hatten.

### Die Kapkolonie
Die erste Ansiedlung niederländischer Siedler, meist Straffällige, 1652 im Gebiet der Khoikhoi, die im 18. Jahrhundert zu 90 % an den eingeschleppten Pocken starben, erfolgte im Auftrag der VOC und zog einen Handelsstützpunkt nach sich. Man importierte auch Sklaven, erstmals 1658 aus Westafrika und Angola, später auch aus Regionen rund um den Indischen Ozean (Madagaskar, Ceylon, Malaysia). Aufgrund der schlechten Lebensbedingungen waren die Mortalität und deswegen der Ersatzbedarf hoch. Im Jahr 1797 übernahmen die Briten die Kolonie mit 20 000 niederländischen Siedlern, als das Mutterland 1795 von Napoleon geschlagen worden war.

### Asienhandel
Als einzige Handelsunternehmung in Indien machte die VOC zwischen 1635 und 1690 mit dem Überseehandel Gewinne. Danach wurde zunehmend bis in das 18. Jahrhundert hinein der Handel innerhalb Asiens zur Einkommensquelle der Kompanie. Hinzu kam der ab 1639 noch allein von der VOC organisierte Handel mit Japan. Während des 17. Jahrhunderts begann die Kompanie auch schon mit den sekundären Geldgeschäften. Die hohen Gewinne ermöglichten es, das in Asien günstig zu erhaltende Gold (Silber war sehr teuer, u. a. aufgrund des Wechsels von einer Papier- zu einer Silberwährung der chinesischen Ming-Regierung. Gold dagegen konnte, für Europäer günstig, gegen das in China relativ teurere Silber getauscht werden) aufzukaufen und gewinnbringend weiter zu veräußern – entweder direkt in Europa oder an europäische, in Asien tätige Händler, die hier mit Textilien und Gewürzen, darunter vor allem Pfeffer, bezahlen mussten.
Ende der 1660er Jahre gründete die Regierung von Banten einen einheimischen Konkurrenzverband zur VOC, die Bantenese Company. Die Bantenese Company nahm bald schon den direkten Handel mit Mekka, Gujarat, der Koromandelküste, Bengalen, Siam, Kambodscha, Vietnam, Taiwan und Japan auf und zog Handelsvertretungen Englands, der Niederlande, Frankreichs, Dänemarks, Portugals (Macau) und des Kaiserreichs China (Taiwan und Amoy) nach Banten. In den kriegerischen Auseinandersetzungen des bantamesischen Alt-Regenten Sultan Ageng mit dessen Sohn und Nachfolger Sultan Haji Abu Nasr Abdul Kahhar musste Letzterer die Hilfe der VOC erbitten – und als Gegenleistung nach der Kapitulation Agengs alle Ausländer aus Banten ausweisen, der VOC das Monopol für den Pfefferhandel überlassen und der Einrichtung einer VOC-Garnison, Fort Speelwijk, zustimmen. Die wirtschaftliche und politische Bedeutung des Sultanates von Banten schwand daraufhin bis zu seiner Auflösung zu Beginn des 19. Jahrhunderts.
Nach der Eroberung Makassars 1667 fiel der letzte Hafen, von dem aus noch ein Handel zwischen Asien und Europa außerhalb der VOC geführt werden konnte, was aus Sicht der VOC als Schmuggel galt. Im Frieden von Breda 1667 sprachen sich die Briten mit den Niederländern ab, die Ersteren behielten Neu-Amsterdam, das spätere New York, die Letzteren die Insel Pulo Run. 1699 begann die VOC in Java Kaffee von der indischen Malabarküste in Plantagen anzupflanzen, der nun neben dem Kaffee aus Arabien gehandelt werden konnte. Hinzu kam Tee aus China (siehe Chinahandel), Textilien aus Indien und andere mehr, solang die Ware Gewinne zu erbringen versprach.

### Batavia als Handelszentrum

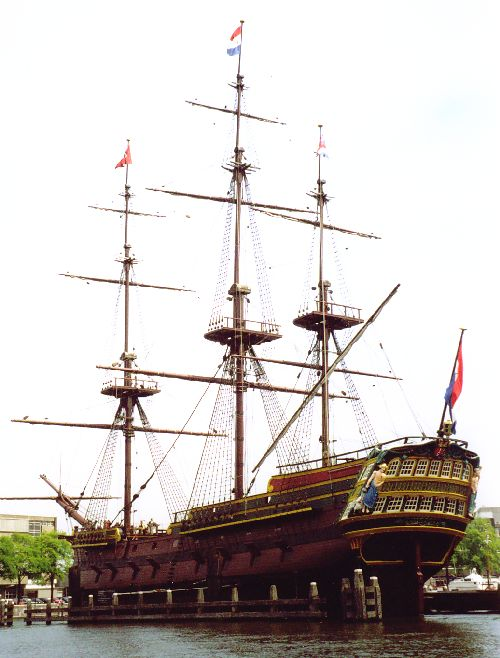
Nachbau des Ostindienfahrers Amsterdam der VOC im Amsterdamer Hafen

Batavia auf Java entwickelte sich zum Zentrum der VOC in Asien. Weite Teile der Stadt waren planmäßig angelegt. Südlich des Marktplatzes sorgten mehrere Kanäle für die Entwässerung der Hafenstadt und eine Stadtmauer umgab die Siedlung. Während der fast zwei Jahrhunderte währenden Präsenz der VOC in Asien entwickelten sich hier zentrale Einrichtungen wie ein Rathaus, ein zentraler Marktplatz, mehrere Kirchen, Hospitäler, ein Waisenhaus sowie eine große Anzahl von Warenlagern. Das Fort entwickelte sich in eine gemauerte, schwer bewaffnete Festungsanlage, die von einem Wassergraben umgeben war. Ein Ring weiterer kleiner Befestigungsanlagen sicherte das Umland der Stadt. Batavia wurde dadurch Standort der mächtigsten niederländischen Garnison in Asien, welche zeitweise eine Besatzung von mehreren tausend Mann beherbergte. Kurz vor der Auflösung der VOC gegen Ende des 18. Jahrhunderts entstanden hier auch wissenschaftliche Einrichtungen wie ein Botanischer Garten und ein hydrografisches Institut.
Batavia entwickelte sich zum zentralen Handelsort des Malayischen Archipels. Auch wenn beispielsweise von Ceylon eigene Flotten in die Niederlande gingen, war Batavia der zentrale Sammelpunkt für Waren, die einmal im Jahr nach Europa zurücktransportiert wurden. Zu den Produkten, die nach Europa zurückgebracht wurden, zählten Gewürze und Textilien aus Indien, Seidenprodukte aus Persien, Kaffee aus Arabien, Metallwaren aus Japan und Gewürze des malaiischen Archipels. An der Zulieferung der Waren waren nicht ausschließlich niederländische Kaufleute beteiligt. Seit der Vertreibung der Sundanesen Jayakartas gab es ein Ansiedlungsverbot für die javanische Bevölkerungsmehrheit, in der Stadt ließen sich jedoch zahlreiche asiatische Ethnien nieder. Die Bevölkerungsmehrheit stellten Chinesen, so dass der Historiker Leonard Blussé Batavia trotz der niederländischen Herrschaft als chinesische Kolonialstadt bezeichnet. Das weitgehende Verbot des Fernhandels im chinesischen Kaiserreich hatte dazu geführt, dass sich zahlreiche chinesische Kaufleute in südostasiatischen Hafenstädten niederließen. Von besonderer Bedeutung für Batavia waren einige chinesische Kaufmannsdynastien aus der Küstenprovinz Fujian, die über eine der wenigen chinesischen Lizenzen für den Überseehandel verfügten. Von der Hafenstadt Amoy, dem heutigen Xiamen aus exportierten sie Seide, Porzellan, Keramik und zunehmend auch Tee nach Batavia und stellten damit für die VOC wesentliche überregionale innerasiatische Lieferanten dar. Im Umland von Batavia dominierte ein von chinesischen Unternehmern kontrollierter Anbau von Zuckerrohr, das meist zu Arrak verarbeitet wurde. Daneben existierte ein regionaler Handel entlang der Nordküste Javas mit Gütern, die sich außerhalb des kommerziellen Interesses der VOC bewegten. Europäische Privatiers wiederum versorgten Faktoreien mit Grundnahrungsmitteln und europäischen Genussmitteln. Auf den Frachtlisten der privaten niederländischen Schiffe finden sich Sklaven, Butter, Olivenöl, Bordeaux-Weine und Genever.

### Nach Europa exportierte Güter
Siehe auch: Indienhandel
Um 1620 machte Pfeffer rund 56 Prozent und andere molukkische Gewürze rund 17 Prozent der Waren aus, die von den niederländischen Kaufleuten der VOC nach Europa transportiert wurde. Um 1700 betrug der Anteil von Pfeffer und anderer Gewürze jeweils 11 Prozent. Der Gewürzverbrauch in Europa hatte sich dabei nicht verringert, sondern eine Nachfrage nach neuen Produkten sorgte für eine Verbreiterung der Importpalette und einem zunehmend anderen Schwerpunkt der VOC. Einen zunehmend größeren Anteil der nach Europa importierten Waren machten Textilien aus. In der Mitte des 17. Jahrhunderts betrug ihr Anteil rund 15 Prozent, um die Wende ins 18. Jahrhundert dagegen 55 Prozent. Eine zunehmende Bedeutung gewannen außerdem Plantagenprodukte wie Tee und Kaffee. Kaffee wurde insbesondere auf Java von der VOC selbst kultiviert, während Tee zunächst über den überregionalen innerasiatischen Handel aus China zugekauft wurde. Als allerdings im Verlauf des 18. Jahrhunderts die Teenachfrage in Europa stark anstieg, dominierte eine Zeitlang die Britische Ostindien-Kompanie den Teehandel aus Asien, da diese Ostindien-Kompanie ihren Tee direkt in Kanton einkaufte. Ab 1728 etablierte die Direktion in Amsterdam einen unmittelbaren Schiffsverkehr zwischen Kanton und Amsterdam. Ab 1756 überwachte dieses Geschäft in Amsterdam eine spezielle Chinakommission. Auch die Handelsstation in Hugli in Bengalen transportierte ihre Textilien ab 1734 direkt nach Amsterdam. Bengalische Stoffe verkauften sich von allen indischen Stoffen am besten in Europa. Die Nachfrage unterlag jedoch auch modischen Schwankungen und mit dem direkten Handel konnte die Kammer schneller reagieren.

### Der innerasiatische Handel der VOC

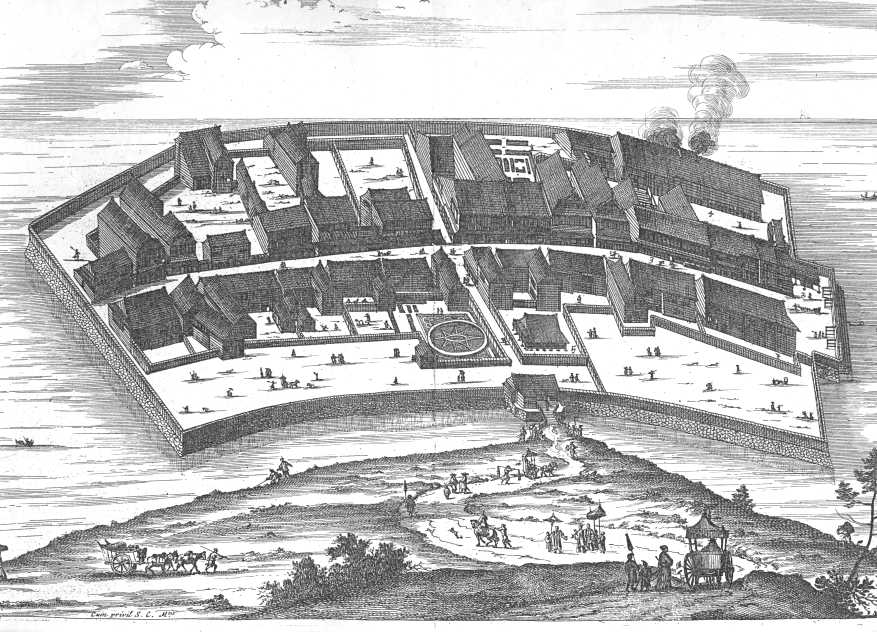
Dejima um die Mitte des 17. Jahrhunderts auf einem Bild von Arnoldus Montanus: Gedenkwaerdige Gesantschappen der Oost-Indische Maetschappy in't Vereenigde Nederland, aen de Kaisaren van Japan. 1669

Die „Hohe Regierung“ der VOC in Batavia kontrollierte einen Teil des überregionalen innerasiatischen Handels, auch ohne einen Warenumschlag in Batavia. Ihre große Rolle in diesem Handel beruhte auf der Kontrolle des Gewürzhandels der Molukken sowie der exklusiven Stellung der VOC im Japan-Handel. Dabei ist errechnet worden, dass der Anteil von Sklaven am Gesamtwert des VOC-Handels im 18. Jahrhundert nur 0,5 % betrug. Jedoch hatte die VOC kein Monopol auf den Sklavenhandel.
Seit der Mitte des 16. Jahrhunderts betrieben Portugiesen und Spanier in Japan Missionsprojekte, die ein zunehmend intensiver Handel unterstützte, doch führten Handelsreibereien wie auch das zuweilen ungeschickte Vorgehen der Missionare zu wachsenden Spannungen mit den japanischen Machthabern. Als ein Aufstand der überwiegend christlichen Landbevölkerung im Raum Shimabara nur mit großer Mühe niedergeschlagen worden war, wurden die Iberer endgültig vertrieben und das Christentum in Japan verboten. Nur die Niederländer, die seit 1609 in Hirado eine Niederlassung betrieben, durften im Lande bleiben, wurden aber 1641 nach Nagasaki umgesiedelt. Ihre Handelsstation lag nun auf Deshima, einer künstlichen Insel von rund 13.000 Quadratmetern. Die Kompanie hatte hierfür eine jährliche Pacht zu entrichten. Deshima verfügte über Lager, Wohnhäuser und Wirtschaftsgebäude, einen Garten und eine bescheidene Viehzucht für die Versorgung des europäischen Personals. Auf der Insel arbeiteten rund 270 Japaner, davon allein 150 Übersetzer. Einmal jährlich liefen mit dem Sommermonsun ein halbes Dutzend VOC-Schiffe ein. Der Verkauf fand nach festgelegten Prozeduren über akkreditierte Mittelsleute statt. Gelegenheit zur direkten Beobachtung des Landes hatten nur wenige Europäer, wenn der Leiter (opperhoofd) der Niederlassung zu seiner jährlichen Reise nach Edo an den Hof des Shogun aufbrach, wo er in einer Zeremonie den Dank der Kompanie für die Genehmigung des Handels in Japan zu erstatten hatte. Ungeachtet aller Unbequemlichkeiten und Mühen wusste die VOC den exklusiven Marktzugang zu schätzen. Verkauft wurden in Japan vor allem Rohseide und Seidenstoffe sowie Baumwollwebwaren. Mangels anderer Exportprodukte flossen daher aus Japan zunächst große Mengen an Edelmetall ab, doch langsam stieg die Ausfuhr von Kupfer, Kampfer, Lackwaren und Porzellan an.

### Die Arbeitsbedingungen der Beschäftigten
In den knapp 200 Jahren ihrer Existenz fuhren nach Schätzungen knapp eine Million Menschen in den Diensten der VOC nach Asien. Von diesen Bediensteten kehrte nach weiteren Berechnungen nur etwa jeder Dritte zurück. Viele starben während der achtmonatigen Überfahrt nach Batavia an Skorbut oder danach während ihres Aufenthalts in Südostasien an tropischen Krankheiten. Die hygienischen Bedingungen auf den Schiffen waren nach heutigen Vorstellungen katastrophal. Auf den nur etwa 50 Meter langen Schiffen waren 250 Männer zusammengepfercht, von denen die Soldaten nur zwei Mal am Tag jeweils für eine halbe Stunde ans Oberdeck durften, um frische Luft zu schnappen. Eine Redensart im Deutschland des 18. Jahrhunderts lautete deshalb: „Wer Vater und Mutter thod geschlagen, ist noch zu gut, nach Ostindien zu gehen.“ Viele überlebende Deutsche veröffentlichten Reiseberichte, in denen sie die Entbehrungen ihrer „Tropenjahre“, aber auch den Reiz der exotischen Welt schilderten. Dadurch geriet die VOC auf Dauer dermaßen in Verruf, dass die Direktoren der Kompanie allen Bediensteten befahlen, etwaige Reisetagebücher nach der Ankunft bei ihnen abzuliefern.

## Untergang der VOC
Schon seit der Gründung herrschten innerhalb der Kompanie Korruption und eine Selbstbedienungsmentalität vor allem in den oberen Rängen der einzelnen Handelsniederlassungen, die das Amsterdamer und Middelburger Mutterhaus einen Großteil der Gewinne gekostet haben dürften. Deshalb wurde das Compagniesignet VOC auch mit vergaan onder corruptie, Untergang durch Korruption, übersetzt. Die weiten Entfernungen, die aus niederländischer Sicht rechtsfreien Räume der ostindischen Gebiete und die Anforderung an das Charakterprofil des Führungspersonals – worin nebst Herkunft vor allem Machtinstinkt oder Durchsetzungsvermögen, kaum aber Redlichkeit eine Rolle gespielt haben dürften – begünstigten diese Entwicklung.
Kritisch wurde die Gewinnsituation der Kompanie durch Veränderungen der europäischen Kundenwünsche. Statt Gewürzen, bei denen die VOC eine Monopolstellung hatte, waren nun andere Güter gefragt. Besonders bei Tee, Seide und Porzellan gab es harte Konkurrenz durch die Britische Ostindien-Kompanie. Die Gewinne gingen zurück, verstärkt auch durch die außenpolitischen Ereignisse. Im Laufe des 18. Jahrhunderts waren immer höhere Risiken des Überseehandels und Verwaltungskosten der VOC einzukalkulieren, sodass schließlich Verluste entstanden und aus den finanziellen Rücklagen der Kompanie zu decken waren.
Die Kompanie hatte das riskante Unternehmen, den Ärmelkanal zu durchschiffen, während dreier Kriege mit dem britischen Empire, dem Ersten von 1652 bis 1654, Zweiten von 1665 bis 1667 und Dritten Englisch-Niederländischen Seekrieg von 1672 bis 1674 auf sich genommen. Trotzdem hatte es sich zur größten Handelsunternehmung der Welt entwickelt, begann aber unter dem Vierten von 1780 bis 1784 deutlich zu leiden. Rückkehrende Flotten aus Asien konnten ihre europäischen Heimathäfen nicht mehr anlaufen, entsprechend fanden keine Warenauktionen mehr statt. Zudem verlor die finanziell nur noch dünn ausgestattete Kompanie nun auch ihre Kreditwürdigkeit. Aber erst der Einmarsch der Franzosen in die Niederlande 1795 besiegelte das Ende der VOC.

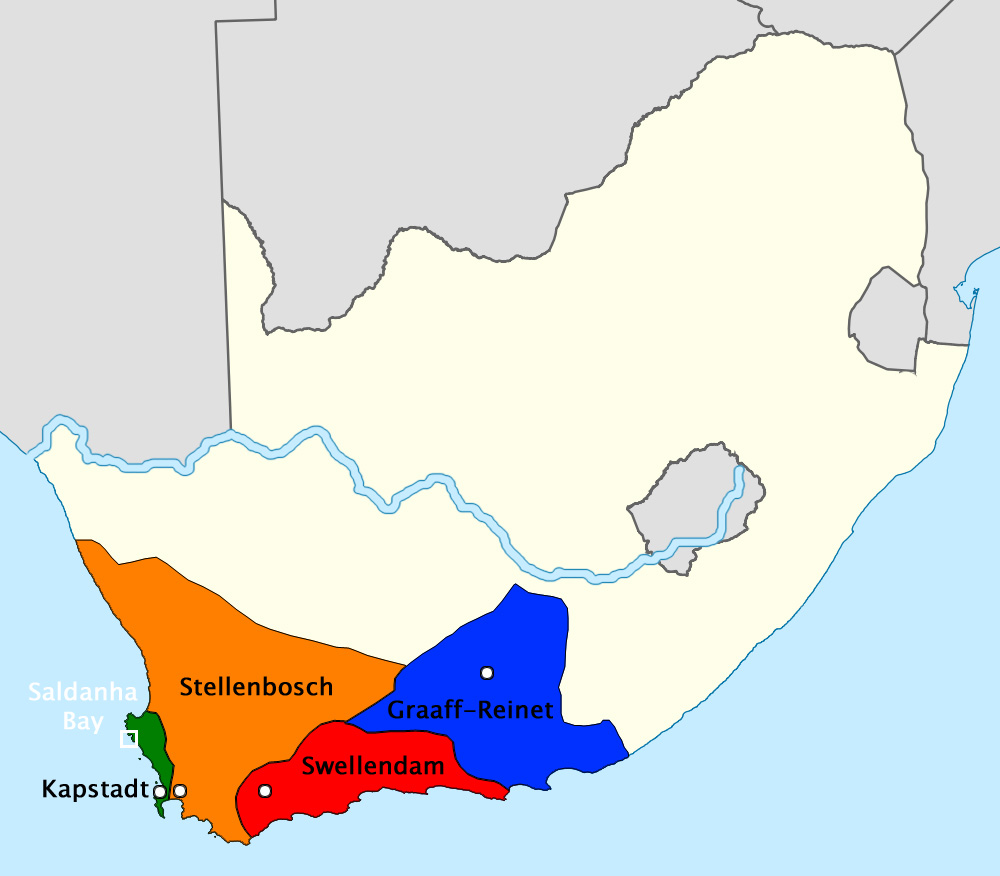
Die Kapkolonie mit den batavischen Tochterrepubliken Graaff-Reinet (blau) und Swellendam (rot) am Vorabend der britischen Okkupation 1795.

Bereits 1791 sah man sich gezwungen, einen Untersuchungsausschuss unter Federführung des Erbstatthalters einzusetzen, ohne jedoch Erfolge zu erzielen. Am 12. September 1795 stellte die nach der Revolution gebildete provisorische Volksvertretung die Kompanie unter Staatsverwaltung. 1796 gab es noch einen kurzen Versuch, der Verknüpfung mit dem Schicksal der Niederlande und der beabsichtigten Verstaatlichung durch die Batavische Republik zu entkommen – aus dem Direktorium der VOC wurde das Comité tot de zaken van de Oost-Indische handel en bezittingen (Komitee für Angelegenheiten im Zusammenhang mit Ostindischem Handel und Besitz). Der Schritt mit zweifelhaften Erfolgsaussichten konnte aber den Untergang der VOC nicht mehr verhindern. 
In ihrer Endphase setzte die VOC ein als Kapregiment bezeichnetes Infanterie-Regiment aus Württemberg für militärische Aufgaben ein. Von den insgesamt rund 3200 aus Württemberg abmarschierten Soldaten kehrten nur etwa 100 in ihre Heimat zurück.
Am 17. März 1798 wurde die Vereenigde Oostindische Compagnie aufgelöst und formell als bankrott am 31. Dezember 1799 für aufgelöst erklärt. Ihre verbliebenen Besitzungen wurden Eigentum der Batavischen Republik und die Schulden zu Nationalschulden erklärt. 
1803 sahen sich die Briten während der Napoleonischen Kriege zur Wegnahme dieses Besitzes veranlasst. Durch den Britisch-Niederländischen Vertrag von 1814 wurde der koloniale Besitz der Niederlande wiederhergestellt, wie er am 1. Januar 1803 gewesen war. Ausnahmen bildeten das Land am Kap der Guten Hoffnung und die südamerikanischen Besitzungen Demerara, Essequibo und Berbice, wo die Niederlande jedoch Handelsrechte zurückerhielten.

## Rezeption

### Die Archive der VOC
In den Archiven von Bibliotheken in Jakarta, Colombo, Chennai, Kapstadt und Den Haag lagern Dokumente zu den Aktivitäten der VOC im Umfang von über 25 Millionen Seiten, welche zusammen als die Archive der VOC bezeichnet werden. Im Jahr 2003 wurden die Archive von der UNESCO in die Liste des Weltdokumentenerbes aufgenommen.

### Die VOC in Kunst und Literatur
Die majestätischen VOC-Schiffe wurden von vielen zeitgenössischen niederländischen Malern dargestellt, so von Andries Beeckman, Abraham Storck oder Adam Willaerts. In der deutschen Literatur findet sich unter anderem die Aussage bei Heinrich von Kleist in Der zerbrochne Krug: „Geht nach Ostindien; und von dort, ihr wisst, kehrt von drei Männern einer nur zurück!“.

## Einzelbelege
1. ↑  Jürgen G. Nagel: Abenteuer Fernhandel die Ostindienkompanien. Wissenschaftliche Buchgesellschaft, Darmstadt 2007, ISBN 978-3-534-18527-6, S. 100.
2. 1 2  William Bernstein: A Splendid Exchange – How Trade shaped the World, Atlantic Books, London 2009. ISBN 978-1-84354-803-4. S. 218–221. (engl.)
3. 1 2 3 4 5  Nagel, S. 101f.
4. ↑  Nagel, S. 40f.
5. ↑  Horst Lademacher: Geschichte der Niederlande. Politik – Verfassung – Wirtschaft. Wissenschaftliche Buchgesellschaft, Darmstadt 1983, ISBN 3-534-07082-8, S. 142.
6. 1 2  Nagel, S. 41.
7. ↑  Nagel, S. 103.
8. ↑  Nagel, S. 103f.
9. ↑  Nagel, S. 104.
10. ↑  Giles Milton: Muskatnuß und Musketen. Europas Wettlauf nach Ostindien. Zsolnay, Wien 2001, ISBN 3-552-05151-1, S. 313.
11. ↑  Nagel, S. 44f.
12. ↑  Nagel, S. 74.
13. ↑  Nagel, S. 74f.
14. 1 2  Nagel, S. 50.
15. ↑  Jochen Pioch: Händler und Krieger. In: GEO EPOCHE Nr. 62. G+J Medien GmbH, abgerufen am 24. Juni 2020.
16. ↑  Daron Acemoğlu, James A. Robinson: Warum Nationen scheitern. S. 303.
17. ↑  Nagel, S. 51.
18. ↑  The Early Cape Slave Trade | South African History Online. Abgerufen am 13. September 2022.
19. ↑  Ailish Lalor: What was the VOC? The Dutch East India Company explained. In: DutchReview. 8. Juni 2021, abgerufen am 13. September 2022 (britisches Englisch).
20. ↑  Nagel, S. 113.
21. ↑  Nagel, S. 116.
22. ↑  Leonard Blussé: Batavia, 1619 – 1740. The Rise and Fall of a Chinese Colonial Town, in Journal of Southeast Asian Studies. 12/1981, S. 159–178.
23. ↑  Nagel, S. 115.
24. 1 2  Nagel, S. 117.
25. ↑  Els M. Jacobs: Koopman in Azië : de handel van de Verenigde Oost-Indische Compagnie tijdens de 18de eeuw. Walburg Pers, Zutphen 2000, ISBN 90-5730-118-0, S. 277.
26. ↑  Nagel, S. 118f.
27. ↑  Nagel, S. 63.
28. ↑  Nagel, S. 66.
29. ↑  Nagel, S. 111.
30. ↑  Rise and Fall of the Dutch East India Company. Stadt Nagasaki, abgerufen am 6. August 2010 (englisch).
31. ↑  Christoph Driessen: Kleine Geschichte Amsterdams. Regensburg 2009. S. 38.
32. ↑  Christoph Driessen: Kleine Geschichte Amsterdams. Regensburg 2010. S. 72
33. ↑  Driessen: Niederlande, S. 73.
34. ↑  Driessen: Niederlande, S. 72
35. ↑  Roelof van Gelder: Das ostindische Abenteuer. Deutsche in Diensten der Vereinigten Ostindischen Kompanie der Niederlande (VOC) 1600-1800. Schriften des Deutschen Schiffahrtsmuseums.
36. ↑  Christoph Driessen: Die kritischen Beobachter der Ostindischen Compagnie. Das Unternehmen der „Pfeffersäcke“ im Spiegel der niederländischen Presse und Reiseliteratur des 17. Jahrhunderts. Bochum 1996. S. 149.
37. ↑  Carl Jung: Kaross und Kimono. S. 36. ISBN 978-3-515-08120-7, bei Google Books, abgerufen am 30. Dezember 2011.
38. ↑  TANAP - About / An ambitious world of heritage. Abgerufen am 26. August 2017 (englisch).
39. ↑  Archives of the Dutch East India Company | United Nations Educational, Scientific and Cultural Organization. Abgerufen am 26. August 2017 (englisch).
40. ↑  George S. Keys: Mirror of Empire, Dutch Marine Art of the Seventeenth Century. The Hague, 1990, ISBN 978-90-6179-133-1 (englisch).